# Wutingaspis
Wutingaspis – rodzaj stawonogów z wymarłej gromady trylobitów, z rzędu Redlichina.
Żył w okresie wczesnego kambru (ok. 524–518,5 mln lat temu).